# Розенблатт, Фрэнк
Фрэнк Розенблатт (англ. Frank Rosenblatt, 11 июля 1928, Нью-Рошелл, Нью-Йорк — 11 июля 1971, Чесапикский залив, США) — американский учёный в области психологии, нейрофизиологии и искусственного интеллекта.

## Биография
Родился в Нью-Йорке и был младшим (третьим) ребёнком в семье евреев — выходцев из Российской империи (Лабунь, ныне Хмельницкая область Украины) — социолога и экономиста Фрэнка Фердинанда Розенблата (англ. Frank Ferdinand Rosenblatt, 1882—1927) и социального работника Кэтрин Розенблатт (урождённой Голдинг). У него были сестра Бернис и брат Морис Розенблатт (1915—2005), впоследствии американский политик-либерал, лоббист, сыгравший ведущую роль в падении сенатора Джозефа Маккарти. Отец работал директором отделения Объединённого распределительного комитета американских фондов помощи евреям, пострадавшим от войны в России и Сибири (1920—1921), затем одним из руководителей этой организации, был автором ряда научных трудов, редактором рабочих периодических изданий на идише; за несколько месяцев до рождения младшего сына умер в результате лодочной аварии.
В 1946-м он окончил школу, в 1950-м получил диплом бакалавра, в 1956-м стал доктором.
Закончив Принстонский университет, Фрэнк устроился в Корнеллскую лабораторию аэронавтики. В 1959-м он вступил в должность директора программы по исследованию когнитивных систем в одном из кампусов Корнелла, параллельно работая лектором на факультете психологии.
В 1958—1960 годах в Корнеллском университете создал вычислительную систему «Марк-1». Это был первый нейрокомпьютер, способный обучаться в простейших задачах, он был построен на перцептроне, нейронной сети, которую Розенблатт разработал тремя годами раньше.
Перцептрон Розенблатта был первоначально программно смоделирован на компьютере IBM 704 в Корнеллской лаборатории аэронавтики в 1957 г. Изучая нейронные сети типа перцептрона, Розенблатт надеялся «понять фундаментальные законы организации, общие для всех систем обработки информации, включая как машины, так и человеческий разум».
Розенблатт был яркой личностью среди преподавателей Корнеллского университета в начале 1960-х. Красивый холостяк, он мастерски водил классический спортивный автомобиль MGA и часто прогуливался со своим котом Тобермори. Он с удовольствием проводил время со студентами. В течение нескольких лет он читал курс лекций для студентов младших курсов, который назывался «Теория механизмов мозга» и был нацелен на студентов как инженерных, так и гуманитарных факультетов Корнеллского университета.
Этот курс был невероятной смесью идей из огромного числа областей знания: результаты, полученные во время операций на мозге эпилептических больных, находящихся в сознании; эксперименты по изучению активности индивидуальных нейронов зрительной коры мозга кошек; работы по изучению нарушений протекания психических процессов в результате травм отдельных областей головного мозга, принципы работы различных аналоговых и цифровых электронных устройств, моделирующих детали поведения нейронных систем (как пример, сам перцептрон) и т. д.
В своем курсе Розенблатт делал захватывающие рассуждения о поведении мозга, базирующиеся на том, что было известно о мозге на тот момент, задолго до того, как методы компьютерной томографии и позитронно-эмиссионной томографии стали доступны для исследования мозга. Например, Розенблатт привел вычисление, показывающее, что число нейронных связей в человеческом мозге (более точно, в коре головного мозга) достаточно для того, чтобы сохранить полные «фотографические» образы от органов восприятия со скоростью 16 кадров в секунду для времени около двухсот лет.
В 1962 на основе материалов курса г. Розенблатт опубликовал книгу «Принципы нейродинамики: Перцептроны и теория механизмов мозга», которую в дальнейшем использовал как учебник для своего курса.
Интересов у Розенблатта было действительно много. В 1966-м Фрэнк примкнул к группе исследования нейробиологии и поведения на свежесозданном факультете биологических наук. В то время он с большим интересом исследовал вопросы передачи выученных механизмов поведения от одних крыс другим с помощью вытяжек из головного мозга; по этой тематике Розенблатт вел активные исследования и дальше. Изначально подопытных крыс обучали тем или иным навыкам (вроде поиска пути в лабиринте или работе с коробкой Скиннера), после чего мозги «обученных» животных перерабатывались в экстракт. Экстракт этот вводился в крыс, специальной подготовки не проходивших; после этого крысы-«неучи» подвергались ряду тестов, призванных установить наличие или отсутствие у них новых навыков. За долгие годы Фрэнк опубликовал по этой теме немало работ; в конечном итоге он постановил, что если перенос памяти и навыков и имеет место, то лишь чрезвычайно незначительный.
В 1970-м Фрэнк стал полевым представителем команды по изучению нейробиологии и поведения; в 1971-м он стал действующим председателем секции.
Интересовала Фрэнка Розенблатта и астрономия; разработанная им новая технология позволяла определять наличие спутников у звезд. Розенблатт работал в собственной обсерватории, построенной на холме за его домом в Бруктондейле, в 6 милях к востоку от Итаки. Когда обсерватория была закончена, Розенблатт стал активным участником проекта SETI.
В 2004 IEEE установила награду имени Фрэнка Розенблатта, которую присуждают за «выдающиеся вклады в продвижение проектов, практику, методы или теорию, которые используют биологические и лингвистические вычислительные парадигмы включая, но не ограничивая нейронными сетями, коннективистскими системами, эволюционными вычислениями, нечеткими системами, и гибридными интеллектуальными системами, в которых содержатся эти парадигмы».

## Критика перцептронов в 70-х гг
Однако в 1969 г. бывший сокурсник Розенблатта Марвин Минский и Сеймур Паперт опубликовали книгу «Перцептроны», в которой привели строгое математическое доказательство того, что перцептрон не способен к обучению в большинстве интересных для применения случаев.
В результате принятия идей и выводов книги М. Минского и С. Паперта работы по нейронным сетям были свернуты во многих научных центрах и финансирование существенно урезано. Так как Розенблатт погиб в результате трагической случайности при кораблекрушении в Чесапикском заливе, во время плавания на яхте в день своего рождения, то он не смог аргументированно ответить на критику и исследования нейронных сетей приостановились практически на десятилетие.